# Paralimna aurantiacus
Paralimna aurantiacus är en tvåvingeart som först beskrevs av Giordani Soika 1956.  Paralimna aurantiacus ingår i släktet Paralimna och familjen vattenflugor.
Artens utbredningsområde är Madagaskar. Inga underarter finns listade i Catalogue of Life.